# Diocesi di Dalisando di Pamfilia
La diocesi di Dalisando di Pamfilia (in latino Dioecesis Dalisandena in Pamphylia) è una sede soppressa del patriarcato di Costantinopoli e una sede titolare della Chiesa cattolica.

## Storia
Dalisando di Pamfilia, nei pressi di Seydişehir nell'odierna Turchia, è un'antica sede episcopale della provincia romana della Panfilia Prima nella diocesi civile di Asia. Faceva parte del patriarcato di Costantinopoli ed era suffraganea dell'arcidiocesi di Side.
La diocesi è documentata nelle Notitiae Episcopatuum del patriarcato fino al XII secolo. Tuttavia, secondo Darrouzès, l'esistenza di due diocesi con lo stesso nome in due province ecclesiastiche limitrofe potrebbe designare in realtà un solo vescovato; è forse il caso di Dalisando di Pamfilia e di Dalisando di Isauria.
Di questa diocesi, ignota a Michel Le Quien nel suo Oriens christianus, non è noto con certezza alcun vescovo. A questa sede viene attribuito, con il beneficio del dubbio, il vescovo Leone, il cui sigillo vescovile è attribuito al X o XI secolo; potrebbe tuttavia appartenere anche alla sede omonima in Isauria. Alla diocesi di Dalisando di Pamfilia è attribuito anche il vescovo Costantino, che prese parte al sinodo del 1157, durante il quale fu condannato Soterico Panteugeno, patriarca eletto di Antiochia; gli atti riportano che Costantino dichiarò di condividere le posizioni del metropolita di Side.
Dal 1933 Dalisando di Pamfilia è annoverata tra le sedi vescovili titolari della Chiesa cattolica; la sede è vacante dal 24 giugno 2007. Il titolo è stato finora assegnato in due sole occasioni: a Gérard-Paul-Louis-Marie de Milleville, vicario apostolico di Conakry; e a Rudolf Johannes Maria Koppmann, vescovo coadiutore del vicariato apostolico di Windhoek (oggi arcidiocesi).

## Cronotassi

### Vescovi greci
- Leone ? † (X/XI secolo)
- Costantino ? † (menzionato nel 1157)

### Vescovi titolari
- Gérard-Paul-Louis-Marie de Milleville, C.S.Sp. † (8 maggio 1955 - 14 settembre 1955 nominato arcivescovo di Conakry)
- Rudolf Johannes Maria Koppmann, O.M.I. † (26 gennaio 1957 - 24 giugno 2007 deceduto)